# Hell Awaits
Hell Awaits —en español: El infierno espera— es el segundo álbum de estudio de la banda de thrash metal estadounidense Slayer, lanzado por la discográfica Metal Blade Records en 1985. El anterior álbum de la banda, Show No Mercy, se convirtió en el álbum más vendido de la citada discográfica; dado su éxito, el productor Brian Slagel quiso producir un nuevo álbum del grupo. Para ello, Slagel financió la edición (Show No Mercy fue financiado por la propia banda) y contrató a varios productores experimentados para ayudar en el estudio.
Las letras de Hell Awaits se centran en una temática de corte más oscuro que las de Show No Mercy, incluyendo temas como el infierno y Satanás. Musicalmente, se trata de un álbum más progresivo y diverso en comparación con anteriores trabajos de la banda, con canciones más orientadas al thrash. Fue definido por la crítica como una "influencia para futuras bandas de metal extremo"; las canciones más conocidas de Hell Awaits han sido regrabadas por varias bandas de metal underground, incluyendo varios álbumes tributo. Músicos como el vocalista Phil Anselmo y el batería Gene Hoglan citan Hell Awaits entre sus influencias.

## Producción
El álbum previo de Slayer, Show No Mercy, llegó a ser el álbum más vendido de la compañía discográfica Metal Blade Records, vendiendo cuarenta mil copias en el mundo. El éxito inspiró al productor Brian Slagel para comenzar la grabación de otro álbum con la banda. Para ello, Slayer contrató al productor Ron Fair, que trabajaba para Chrysalis Records y había visto a la banda tocar en vivo, quedando con una buena impresión. Al no haber trabajado nunca con bandas de heavy metal, cuando vio a Slayer en el estudio comentó, "wow, esos tipos están realmente enfadados". Slayer financió el álbum, a diferencia de Show No Mercy, que había sido financiado por el cantante Tom Araya, quien utilizó lo que ganaba como paramédico, y un préstamo del padre del guitarrista Kerry King.
El presupuesto de Slayer permitió asistencia profesional para la producción. Bernie Grundman se encargó de la masterización, Eddy Schreyer hizo la remasterización, y Bill Metoyer, que ya había trabajado en el anterior EP de la banda Haunting the Chapel, se encargó de la ingeniería de sonido. La grabación incluyó varios efectos de sonido como en la introducción de "Hell Awaits", que contiene una grabación invertida de una voz demoníaca repitiendo  "Join us" (su nioj), terminando con "Welcome back". A pesar de esto, Araya dijo más adelante que la producción del álbum era de mala calidad: "Hoy en día, en términos de producción, está debajo de la media. Pero para la época, son álbumes increíbles para mí. Supongo que podríamos volver y rehacerlos. Pero ¿Por qué estropearlo?"
El baterista, Dave Lombardo, por otro lado, afirma que el álbum es muy profesional comparado con Show No Mercy: "No tuve que hacer overdub con los címbalos, y tuvimos un gran ingeniero de sonido". La canción favorita de Lombardo es "At Dawn They Sleep", "porque es como lenta y grungy, pero después tiene un doble bombo en la parte central". Mientras se grababa la voz de esta pista, ni King ni Jeff Hanneman, autores de las letras, estaban en el estudio, sólo Araya y Slagel. Al leer las letras, que contenían una palabra mal escrita, Araya la cantó con el error, sin ser siquiera una palabra.

## Gira
Para promocionar Hell Awaits, Slayer se embarcó en la gira Combat Tour junto a Venom y Exodus. El guitarrista de Exodus Gary Holt comentó, "inmediatamente nos adherimos a los muchachos de Slayer. Eran dos bandas de amigos tocando con una banda que eran héroes para nosotros, ¿sabes? Estábamos simplemente extasiados por estar con nuestras estrellas".
Dentro del autobús de gira de Venom (la primera vez que Slayer estuvieron en uno) los miembros de la banda se emborrachaban con Venom, mientras escuchaban Hell Awaits. Araya entró al autobús "completamente borracho", según Lombardo, diciendo "!Tengo que mear! ¿Dónde está el baño en esta cosa?" El cantante de Venom  Conrad "Cronos" Lant respondió, diciendo "¡Justo aquí, en mi boca!" Araya tomó la afirmación de forma literal y le orinó en el pelo. Cronos se levantó y le dio un puñetazo en la cara, ambos echándose la culpa al otro toda la noche. Debido al incidente, Araya siguió la gira con un ojo morado.

## Recepción
Aunque el álbum no entró en listas, Hell Awaits fue aclamado como el más progresivo de la banda, con un estilo mucho más orientado al thrash, con arreglos inusuales como variaciones de tempos y matices que, según el crítico de Allmusic, Eduardo Rivadavia, "les llevaba hacia un sonido distintivo y propio". Rivadavia le concedió cuatro estrellas de cinco posibles, diciendo de él que tenía "fuerza irresistible, pero uno aún podría estar confiado en que las intimidantes composiciones de Hell Awaits serán influencias de futuras bandas de metal extremo".
En el libro Legends of Rock Guitar, Hell Awaits es descrito como "una exploración psicótica hacia las profundidades del satanismo y la tortura física". El libro, una cronología de los grandes guitarristas de rock incluye a Kerry King y Jeff Hanneman, y observa la evolución de la banda en comparación con su anterior álbum, Show No Mercy, diciendo, "la técnica musical ha mejorado, al igual que la voz del cantante Tom Araya, haciendo que la banda suene menos como piratas y más como demonios del metal. Los fangosos riffs, que eran puro Sabbath, son compensados con algunos de los solos más rápidos de King y Hanneman, dándole a Slayer un sitio en el reino del speed metal".

## Legado
El vocalista Phil Anselmo —conocido por ser miembro de Pantera, Down, y Superjoint Ritual— explicó en una entrevista con D. X. Ferris, el autor del libro sobre Reign in Blood, que "Hell Awaits lo tiene todo. Todo lo que hay que hacer en heavy metal. Slayer son dioses, la mejor banda de California, sin duda". El músico noruego Frode Sivertsen (también conocido como "E. N. Death"), exmiembro de la banda de black metal, Gehenna, dice que la canción "Hell Awaits" y la música de Slayer en general le ha influido como músico, poniendo al álbum entre sus cinco favoritos.
Definido como "influyente para futuras bandas de metal extremo", las canciones más conocidas de Hell Awaits fueron regrabadas por varias bandas underground de metal, además de aparecer en varios álbumes tributo, como Slatanic Slaughter II o Gateway to Hell 2. La canción "Hell Awaits" ha sido versionada por Cradle of Filth y Incantation, "Kill Again" por Angelcorpse, "Praise of Death" por Sinister, y "Necrophiliac" por Benediction.

## Lista de canciones
| N.º | Título                      | Letras                    | Música              | Duración |  |
| 1.  | «Hell Awaits»               | Kerry King                | Jeff Hanneman, King | 6:12     |  |
| 2.  | «Kill Again»                | King                      | Hanneman, King      | 4:53     |  |
| 3.  | «At Dawn They Sleep»        | Hanneman, King, Tom Araya | Hanneman            | 6:16     |  |
| 4.  | «Praise of Death»           | Hanneman                  | King                | 5:17     |  |
| 5.  | «Necrophiliac»              | Hanneman, King            | Hanneman            | 3:43     |  |
| 6.  | «Crypts of Eternity»        | Hanneman, King, Araya     | Hanneman, King      | 6:37     |  |
| 7.  | «Hardening of the Arteries» | Hanneman                  | Hanneman            | 3:57     |  |

## Personal
| Slayer - Tom Araya - vocalista, bajista - Jeff Hanneman - guitarrista - Kerry King - guitarrista - Dave Lombardo - batería | Producción - Carolyn Collins – ingeniero asistente - Ron Fair – ingeniero de sonido - Bernie Grundman – masterización - Albert Cuellar – arte - Brian James – diseño - Bill Metoyer – ingeniero de sonido - Lowell Katz – fotografía - Brian Slagel –producción - Slayer – producción |